# Turbinia
Le Turbinia est le premier navire propulsé par une turbine à vapeur. Construit comme navire expérimental en 1894 à Wallsend, dans le Nord-Est de l'Angleterre, il fut de loin le navire le plus rapide de son époque. Il fit une démonstration remarquée à la Spithead Navy Review en 1897 et établit la norme pour la nouvelle génération de bateaux à vapeur. Le navire est aujourd'hui exposé au Discovery Museum de Newcastle, non loin de l'endroit où il a été construit et sa machine d'origine se trouve elle au Science Museum de Londres.

## Développement
Charles Parsons inventa la turbine à vapeur en 1884 et, ayant compris le potentiel de sa découverte pour la propulsion des navires, créa la Marine Steam Turbine Company avec cinq associés, en 1893. Pour la développer, il avait le bateau expérimental Turbinia construit en acier léger par la société Brown and Hood, basée à Wallsend, sur la rivière Tyne. Le navire fut lancé le 2 août 1894, mais les premiers essais avec une seule hélice furent décevants. Après la découverte du problème de la cavitation et la construction du premier tunnel à cavitation, les recherches de Parsons le menèrent à installer trois turbines à flux axial reliées à trois arbres, chaque arbre faisant fonctionner un groupe de 3 hélices (9 en tout). Lors des essais suivants, il atteignit la vitesse record pour l'époque de 34 nœuds (63 km/h), au point que « les passagers à bord furent absolument convaincus que le Turbinia était le lévrier gagnant de la mer du Nord ».

## Démonstration
L'amirauté britannique suivait les travaux de Parsons et le Turbinia fit une démonstration lors de la revue navale organisée pour le jubilé de diamant de la Reine Victoria le 26 juin 1897, à Spithead, devant le prince de Galles, les lords de l'Amirauté et des dignitaires étrangers. Comme un coup de publicité audacieux, le Turbinia, qui était beaucoup plus rapide que tous les autres navires de l'époque, traça sa route entre les deux lignes de grands navires et, à pleine vapeur, passa et repassa en toute impunité devant la foule et les princes, échappant facilement à la vedette rapide de la Royal Navy qui essayait de l'arrêter. 
Après cette claire démonstration de vitesse et de puissance et des essais complémentaires de haute vitesse réalisés par l'Amirauté, Parsons créa la Parsons Marine Steam Turbine Company à Wallsend qui construisit deux destroyers propulsés par turbine à vapeur pour la Navy, le HMS Viper et le HMS Cobra, qui furent lancés en 1899. Les deux navires connurent des destins tragiques, mais l'Amirauté était convaincue par cette nouvelle technologie. En 1900, le Turbinia navigua jusqu'à Paris et fut présenté aux officiels français, puis exhibé lors de l'Exposition universelle de Paris. Le premier navire marchand à être propulsé par une turbine à vapeur fut, en 1901, un transport de passagers sur la rivière Clyde, le TS King Edward. L'Amirauté confirma en 1905 que tous les futurs navires de la Royal Navy seraient propulsés par turbine à vapeur et en 1906 fut lancé le premier cuirassé ainsi propulsé, le révolutionnaire HMS Dreadnought.  
Le Turbinia fut découpé en deux morceaux en 1927, mais fut restauré dans les années 1960, quand il fut installé au Newcastle's Military Vehicle Museum. En 2000, le navire fut le point d'attention du programme de redéveloppement de 10,7 millions de livres sterling du Newcastle's Discovery Museum. La galerie autour du Turbinia fut la première partie du musée à être réaménagée.
En 1982, l'American Society of Mechanical Engineers classe le bateau comme Historic Mechanical Engineering Landmark (en).

## Source
- (en) Cet article est partiellement ou en totalité issu de l’article de Wikipédia en anglais intitulé « Turbinia » (voir la liste des auteurs).

1. ↑  (en) « Turbinia », American Society of Mechanical Engineers, mai 1982